# Ingeborg Drewitz
Ingeborg Drewitz, née Ingeborg Neubert le 10 janvier 1923 à Berlin et morte le 26 novembre 1986 dans la même ville, était une écrivaine et universitaire allemande.

## Biographie
Ingeborg Neubert entreprend des études universitaires d'allemand, d'histoire et de philosophie et obtient son doctorat le 20 avril 1945 à l'Université Friedrich-Wilhelm, aujourd'hui Université Humboldt de Berlin, sa thèse portant sur le poète Erwin Guido Kolbenheyer.
En 1946, elle épousa son ami d'enfance Bernhard Drewitz, avec qui elle eut trois filles.
En tant qu'auteure, elle se considère comme engagée dans les idées progressistes du siècle des Lumières. Elle aborde l'histoire de l'Allemagne d'après-guerre ainsi que de la position sociale des femmes dans le passé et le présent. Selon le Lexikon der Weltliteratur de Knaur (3e édition de 1995), « dans son œuvre littéraire, elle dépeint la solitude de l'homme moderne et son incapacité à répondre à son prochain, ainsi que le problème de la préservation de l'individualité dans une vie standardisée. Son travail se concentre sur les problèmes des femmes. »
En 1955, elle créait une pièce dramatique "Alle Tore waren bewacht" (Toutes les portes étaient gardées), qui fut la première pièce allemande à traiter des conditions dans les Camps de concentration nazis. 
En 1966, elle est élue présidente de l'Association de protection des écrivains allemands (Schutzverband deutscher Schriftsteller). Elle était cofondatrice de l'Association des écrivains allemands (Verband deutscher Schriftstellerinnen und Schriftsteller). 
En 1973, elle a été cofondatrice de l'association des auteurs berlinois (Neue Gesellschaft für Literatur) et a organisé le premier congrès des associations d'écrivains européens à Berlin en 1977. Elle fut vice-président du centre PEN Club allemand. Elle fut cofondatrice d'une librairie d'auteurs à Berlin. 
En plus de nombreuses tournées littéraires à travers l'Europe, l'Afrique et les États-Unis, elle a été également de 1973 à 1980 chargé de cours à l'Institut de journalisme de l'Université libre de Berlin. 
En 1978, est publié son roman le plus connu "Gestern war heute: Hundert Jahre Gegenwart" (Hier c'était aujourd'hui : cent ans de présence), qui relate l'histoire de trois générations de femmes au XXe siècle. Elle tire son engagement socio-politique de sa critique sociale en tant qu'auteur.
Elle était membre du jury du concours Ingeborg Bachmann à Klagenfurt.
En 1979, elle était jurée au Troisième Tribunal Russell à Francfort-Harheim, qui a dénoncé les violations des droits de l'homme en République fédérale d'Allemagne. Elle s'engagea au sein d'Amnesty International ainsi que dans des projets littéraires de détenus. 
En 1981, elle a écrit l'introduction du volume de poésie de Gunther Tietz, "Die Verteidigung der Schmetterlinge" (La Défense des papillons). 
En 1985, elle a contribué à l'exégèse des textes de Paul du Nouveau Testament au Congrès de l'Église protestante à Düsseldorf. 
Elle a reçu les plus hautes distinctions et distinctions posthumes pour son œuvre littéraire, notamment celui de l'Ordre du Mérite de la République fédérale d'Allemagne.
Ingeborg Drewitz est décédée à Berlin en 1986 à l'âge de 63 ans des suites d'un cancer. Sa tombe est dans le cimetière de Zehlendorf. En 1990 par décision du Sénat de Berlin, le dernier lieu de repos d'Ingeborg Drewitz a été consacré comme tombe honorifique de l'État de Berlin. Cette consécration a été prolongée en 2016 au-delà de la durée habituelle de vingt ans. 
La bibliothèque privée d'Ingeborg Drewitz est hébergée à l'Académie des arts de Berlin
Deux fondations de prix portent le nom d'Ingeborg Drewitz .
- Ingeborg-Drewitz-Literaturpreis für Gefangene, Prix de la littérature carcérale Ingeborg-Drewitz.
- Ingeborg-Drewitz-Preis (le Prix Ingeborg-Drewitz)[10] fait preuve d'un engagement particulier envers la dignité humaine.

## Distinctions
- Croix d'officier de l'ordre du Mérite de la République fédérale d'Allemagne

## Sources
1. ↑  Biographie de Ingeborg Drewitz
2. ↑  Archives de l'Académie des Arts
3. ↑  Dissertation von Ingeborg Drewitz: Die dichterische Darstellung ethischer Probleme im Werke Erwin Guido Kolbenheyers, (La représentation poétique des problèmes éthiques dans les œuvres d'Erwin  Guido Kolbenheyers), Berlin 1945
4. ↑  Qui était Ingeborg Drewitz ?
5. ↑  Katalog der Deutschen Nationalbibliothek (Catalogue de la Bibliothèque nationale allemande)
6. ↑  Bekanntgabe von Verleihungen des Verdienstordens der Bundesrepublik Deutschland. Dans: Bundesanzeiger. Chapitre 25, n°43, 9 mars 1973.
7. ↑  Hans-Jürgen Mende: Lexikon Berliner Begräbnisstätten, éditions Pharus-Plan, Berlin 2018  (ISBN 978-3-86514-206-1), p. 672.
8. ↑  Site du sénat berlinois
9. ↑  Reconnaissance et préservation des tombes en tant que tombes honorifiques de l'État de Berlin.
10. ↑  Le Prix Ingeborg-Drewitz